# Bataille de Dornock
Deuxième guerre d'indépendance de l'Écosse
Batailles
La bataille de Dornock oppose le royaume d'Angleterre et le royaume d'Écosse le 25 mars 1333.

## Contexte
Après sa défaite à la bataille d'Annan en décembre 1332, le prétendant au trône d'Écosse Édouard Balliol s'enfuit en Angleterre et sollicite l'aide d'Édouard III. En échange de la cession à l'Angleterre du Lothian, Balliol retourne en Écosse et attaque les partisans du roi David II à Berwick. L'attaque de Berwick reste cependant indécise.
Pour soutenir Balliol, Ralph Dacre pénètre dans le Dumfriesshire. William Douglas lève rapidement une armée afin de l'intercepter.

## La bataille
Le 25 mars 1333, les deux forces se rencontrent près du village de Dornock. On a peu de renseignements sur la bataille qui suit. Les Écossais sont sèchement repoussés et Douglas est fait prisonnier par les Anglais.

## Conséquences
Le contingent écossais rejoint en hâte le reste de l'armée régulière pour libérer Berwick. Le 19 juillet 1333, l'armée écossaise est anéantie par Édouard III à la bataille de Halidon Hill.